# Gällsbo Jonas Olsson
"Gällsbo" Jonas Olsson, född 18 augusti 1891 i Alfta församling i Gävleborgs län, död 2 december 1967 i Alfta församling i Gävleborgs län, var en svensk spelman från Hälsingland. Han var far till spelmannen Gällsbo Emil Olsson.   
Gällsbo Jonas spelade ofta Alfta- och Galvenlåtar efter bl.a. Lillback Olle, Tulpans Anders, Ljungsgubben och Malmyr Lars Larsson (Malme-Lars) tillsammans med Kallmyr Lars Persson från Norrby i Alfta. När deras söner, Emil och Mauritz växte upp spelade också de tillsammans. Gällsbo Jonas var en viktig traditionsbärare och representerade en tradition av Ovanåkerslåtar eller Voxnadalslåtar som nu förvaltas av bl.a. Renate Krabbe, Ulf Störling, Hugo Westling och "Vänster-Olle Olsson" (son till Jonas "Olles Jonke" Olsson). Finns representerad på bl.a. musikalbumet Spelmanslåtar från Hälsingland.
Gällsbo Jonas slog vakt om äldre spelstilar och låtar men komponerade även moderna hälsingelåtar varvid den mest kända är Gäddviksbäcken.